# Galgenacker
Als Galgenacker wurden in der Frühen Neuzeit Orte in der Nähe von Hinrichtungsstätten bezeichnet. Das sind meistens neben dem Galgen angelegte Felder zum Verscharren der Hingerichteten. Ein Beispiel ist der Galgenacker der Insel Reichenau; der Name existiert weiterhin als Flurname. Diese Hinrichtungsstätte durfte nicht auf der Insel selbst liegen, sondern auf dem festländischen Ufer des Bodensees.
Da es den Verbrechern, die aufgrund einer Todesstrafe ums Leben kamen, von der Kirche verwehrt wurde, in geweihter Erde, also auf einem kirchlichen Friedhof, begraben zu werden, begrub sie der Henker meistens in der Nähe des Hinrichtungsortes. Schnell setzte sich dann meistens für diese Felder im Volksmund die Bezeichnung Galgenacker durch.

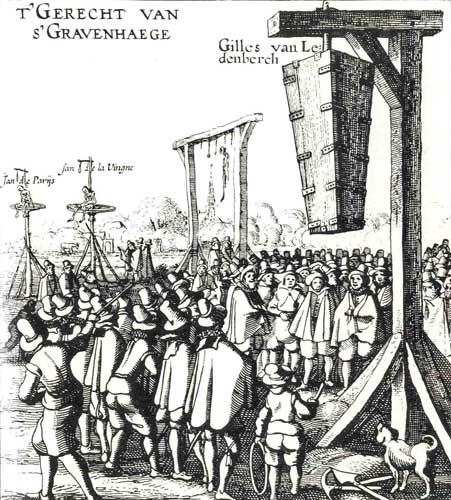
Galgenacker Den Haag, Niederlande
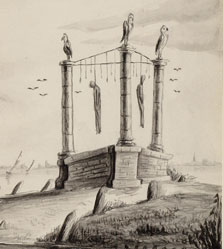
Galgenacker Amsterdam, Niederlande
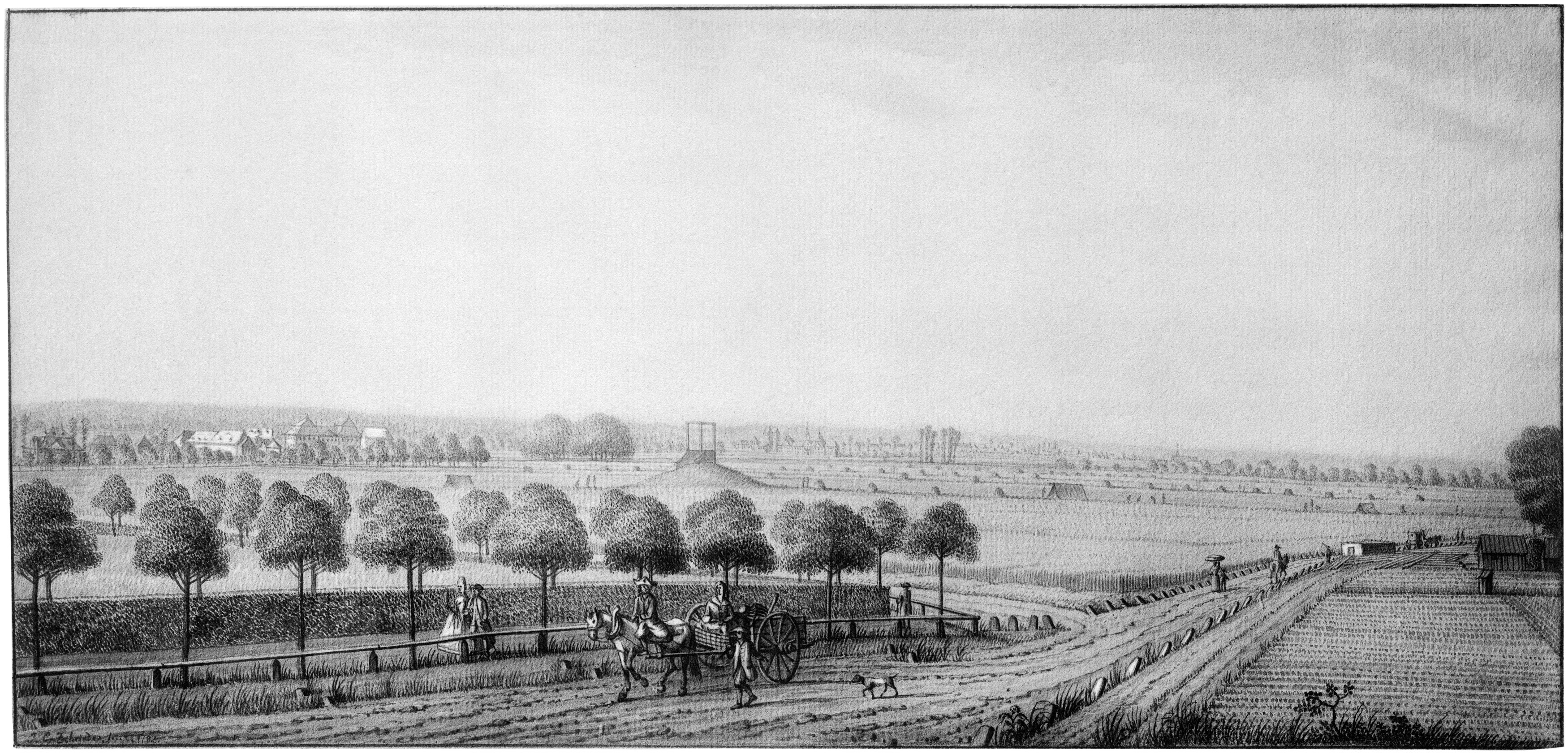
Galgenfeld Frankfurt am Main